# Kjell Andersson (släktforskare)
Kjell Thor Andersson, född 13 augusti 1950 i Floda församling i Södermanlands län, är en svensk journalist och genealog.
I samarbete med Per Clemensson har han gett ut ett flertal läroböcker om släktforskning och närliggande ämnen. Första boken Släktforska! steg för steg (1983) har kommit ut i åtta upplagor (den senaste 2008). Duon har också gett ut Hembygdsforska!: steg för steg (1990), Emigrantforska: steg för steg (1996), Släktforska vidare (2003), Finn din egen släktsaga (2004), Börja släktforska: genvägar till din släkts historia. (2009) och Börja forska kring ditt hus och din bygd (2011).
Kjell Andersson är sedan 1994 gift med Suzanne Houske Andersson (född 1957).